# OBM
OBM est une solution collaborative (ou groupware) sous AGPL v3 qui permet à ses utilisateurs de stocker, organiser et partager des rendez-vous, contacts, courriels, liens et documents, et possède des modules complémentaires de type gestion de projet/planning.
Le serveur est accessible via un navigateur web ou de nombreux clients lourds tels que Kontact, Novell Evolution, Konqueror ou Outlook, pour l'annuaire (OpenLDAP) et les courriels (IMAP ou POP3).
L'ensemble des fonctionnalités d'OBM (contacts, agendas et tâches) sont également accessibles via des connecteurs pour Mozilla Thunderbird et Microsoft Outlook XP/2000/2003 (connecteur non libre).
OBM se synchronise (en mode direct par le réseau ou à travers les outils complémentaires tel ActiveSync) également avec la plupart des PDA : PocketPC et Windows Mobile (PDA et smartphones), Palm, Symbian pour les téléphones mobiles, iSync (MacOS) et BlackBerry.
OBM se base sur des standards tels que SOAP, LDAP, iCal, HTTP, HTTPS, SMTP, IMAP, POP3 et le protocole ActiveSync pour la synchronisation mobile.
La plate-forme proposée par OBM peut être intégrée à un système d'information existant. L'utilisation de LemonLDAP::NG authentifie les utilisateurs en se référant à un annuaire d'entreprise ou d'autres mécanismes d'authentification comme SAML, OpenID ou CAS. Il permet d'intégrer la suite OBM dans une solution globale de WebSSO.

## Se compare à

### Logiciel libre
- BlueMind
- SOGo
- phpGroupWare
- OpenGroupware (en)[2]
- eGroupWare
- Mioga2[3]
- Hula project
- PHProjekt[4]
- OpenChange[5]
- Kolab
- Citadel (en)
- Zimbra
- Scalix
- AtMail Open
- Open-Xchange

### Logiciel propriétaire
- Gmail
- Lotus Notes
- Novell GroupWise
- Microsoft Exchange Server
- Groove[6]
- ContactOffice[7]
- Memotoo[8]